# Campana (Uruguay)
Campana es una localidad uruguaya del departamento de Colonia.

## Ubicación
La localidad se encuentra situada en la zona noroeste del departamento de Colonia, sobre la cuchilla San Juan, y junto a la ruta 55 en su km 13. Dista 40 km de la ciudad de Carmelo y 55 km de la capital departamental Colonia del Sacramento.

## Población
Según el censo de 2011 la localidad contaba con una población de 298 habitantes.
| 70            | 105 | 181 | 307 | 298 |
| (Fuente: INE) |     |     |     |     |